# Efstatios Lagakos
Efstatios Lagakos, gr. Ευστάθιος Λαγάκος (ur. 4 czerwca 1921, zm. 2 marca 2004) – grecki polityk, prawnik i dyplomata, poseł do Parlamentu Europejskiego III kadencji.

## Życiorys
Ukończył prawo na Uniwersytecie Narodowym im. Kapodistriasa w Atenach. Był wieloletnim urzędnikiem greckiej dyplomacji. Zajmował stanowiska ambasadora na Cyprze i w Wielkiej Brytanii, a także stałego przedstawiciela Grecji przy NATO. Po odejściu z administracji państwowej związał się z Nową Demokracją. Pełnił funkcję doradcy przewodniczącego ND do spraw międzynarodowych. Od 1989 do 1994 sprawował mandat eurodeputowanego III kadencji, należąc do frakcji chadeckiej.